# Sezona Velikih nagrad 1947
Sezona Velikih nagrad 1947, dirke niso bile povezane v prvenstvo. 

## Velike nagrade

### Grandes Épreuves
| Velika nagrada          | Dirkališče        | Datum         | Zmag. dirkač        | Zmag. moštvo | Poročilo |
| ----------------------- | ----------------- | ------------- | ------------------- | ------------ | -------- |
| Velika nagrada Švice    | Bremgarten        | 8. junij      | Jean-Pierre Wimille | Alfa Romeo   | Poročilo |
| Velika nagrada Belgije  | Spa-Francorchamps | 29. junij     | Jean-Pierre Wimille | Alfa Romeo   | Poročilo |
| Velika nagrada Italije  | Parco Sempione    | 7. september  | Carlo Felice Trossi | Alfa Romeo   | Poročilo |
| Velika nagrada Francije | Lyons-Parilly     | 21. september | Louis Chiron        | Talbot       | Poročilo |

### Ostale Velike nagrade
| Velika nagrada                       | Dirkališče           | Datum         | Zmag. dirkač          | Zmag. moštvo | Poročilo |
| ------------------------------------ | -------------------- | ------------- | --------------------- | ------------ | -------- |
| Velika nagrada Generala Juana Peróna | Retiro               | 9. februar    | Luigi Villoresi       | Maserati     | Poročilo |
| Velika nagrada Eve Duarte Perón      | Retiro               | 16. februar   | Luigi Villoresi       | Maserati     | Poročilo |
| Copa Acción de San Lorenzo           | Parque Independencia | 23. februar   | Achille Varzi         | Alfa Romeo   | Poročilo |
| Velika nagrada Rafaele               | Rafaela              | 20. marec     | Oscar Gálvez          | Alfa Romeo   | Poročilo |
| Velika nagrada Interlagosa           | Interlagos           | 30. marec     | Achille Varzi         | Alfa Romeo   | Poročilo |
| Grand Prix de Pau                    | Pau                  | 7. april      | Nello Pagani          | Maserati     | Poročilo |
| Velika nagrada Ria de Janeira        | Gávea                | 21. april     | Chico Landi           | Alfa Romeo   | Poročilo |
| Velika nagrada Roussillona           | Perpignan            | 27. april     | Eugene Chaboud        | Talbot       | Poročilo |
| Jersey Road Race                     | Saint Helier         | 8. maj        | Reg Parnell           | Maserati     | Poročilo |
| Velika nagrada Marseilla             | Prado                | 18. maj       | Eugene Chaboud        | Talbot       | Poročilo |
| Velika nagrada Nîmesa                | Nîmes                | 1. junij      | Luigi Villoresi       | Maserati     | Poročilo |
| Grand Prix de la Marne               | Reims                | 6. julij      | Christian Kautz       | Maserati     | Poročilo |
| Velika nagrada Albija                | Albi                 | 13. julij     | Louis Rosier          | Talbot       | Poročilo |
| Velika nagrada Barija                | Lungomare            | 13. julij     | Achille Varzi         | Alfa Romeo   | Poročilo |
| Semana de Bell Ville                 | Bell Ville           | 13. julij     | Oscar Gálvez          | Alfa Romeo   | Poročilo |
| Velika nagrada Nice                  | Nica                 | 20. julij     | Luigi Villoresi       | Maserati     | Poročilo |
| Velika nagrada Alzacije              | Strasbourg           | 3. avgust     | Luigi Villoresi       | Maserati     | Poročilo |
| Ulster Trophy                        | Ballyclare           | 9. avgust     | Bob Gerard            | ERA          | Poročilo |
| Grand Prix du Comminges              | Saint-Gaudens        | 10. avgust    | Louis Chiron          | Talbot       | Poročilo |
| Velika nagrada Montevidea            | Playa Ramirez        | 17. avgust    | Oscar Gálvez          | Alfa Romeo   | Poročilo |
| British Empire Trophy                | Douglas              | 21. avgust    | Bob Gerard            | ERA          | Poročilo |
| Velika nagrada Mar del Plate         | Playa Grande         | 21. september | Oscar Gálvez          | Alfa Romeo   | Poročilo |
| Velika nagrada Lausanna              | Lausanne             | 5. oktober    | Luigi Villoresi       | Maserati     | Poročilo |
| Velika nagrada Salona                | Montlhéry            | 16. november  | Yves Giraud Cabantous | Talbot       | Poročilo |

## Statistika

### Dirkači
| Dirkač                | Zmage |
| --------------------- | ----- |
| Luigi Villoresi       | 6     |
| Oscar Alfredo Gálvez  | 4     |
| Achille Varzi         | 3     |
| Eugène Chaboud        | 2     |
| Louis Chiron          | 2     |
| Bob Gerard            | 2     |
| Chico Landi           | 2     |
| Jean-Pierre Wimille   | 2     |
| Prince Bira           | 1     |
| Yves Giraud Cabantous | 1     |
| Christian Kautz       | 1     |
| Nello Pagani          | 1     |
| Reg Parnell           | 1     |
| Dennis Poore          | 1     |
| Louis Rosier          | 1     |
| Carlo Felice Trossi   | 1     |
| Maurice Varet         | 1     |

### Moštva
| Moštvo     | Zmage |
| ---------- | ----- |
| Alfa Romeo | 13    |
| Maserati   | 10    |
| Talbot     | 6     |
| ERA        | 2     |
| Delage     | 1     |